# Astragalus epiglottis
Astragalus epiglottis es una  especie de planta herbácea perteneciente a la familia de las leguminosas. Se encuentra en Europa y Norte de África.

## Descripción
Es una pequeña hierba anual erecta que alcanza un tamaño de hasta 25 cm de altura, de hojas compuestas y de aspecto tomentoso. Las inflorescencias se presentan en forma de racimos de hasta 15 flores. El fruto es muy característico, con forma rómbica, con dorso cóncavo y vientre agudo, acabado en un pico curvado y cubierto densamente de largos pelos.

## Distribución y hábitat
Es una planta herbácea perennifolia que tiene una distribución por la región del Mediterráneo y se encuentra en los pastos anuales.

## Taxonomía
Astragalus epiglottis fue descrita por  Linneo y publicado en Species Plantarum 2: 759, en el año 1753. (1 de mayo de 1753)
Etimología
Astragalus: nombre genérico derivado del griego clásico άστράγαλος y luego del Latín astrăgălus aplicado ya en la antigüedad, entre otras cosas, a algunas plantas de la familia Fabaceae, debido a la forma cúbica de sus semillas parecidas a un hueso del pie.
epiglottis: epíteto que deriva de las palabras griegas: epi = "sobre" y glottis = "garganta"
sinonimia
- Astragalus asperulus Dufour
- Astragalus ephippium Pomel
- Astragalus epiglossus St.-Lag.
- Astragalus epiglottis var. asperulus (Dufour) DC.
- Astragalus epiglottis subsp. asperulus (Dufour) Nyman
- Astragalus epiglottis var. ephippium (Pomel) Batt.
- Astragalus epiglottis subsp. epiglottis L.
- Astragalus epiglottis var. intermedius Faure & Maire
- Astragalus epiglottis var. longipes Lange
- Astragalus epiglottis var. pedunculata Batt.
- Astragalus epiglottoides Willk.
- Glottis epiglottis (L.) Medik.
- Tragacantha asperula (Dufour) Kuntze
- Tragacantha epiglottis (L.) Kuntze[5]